# El tesoro oculto del Área Cero
El tesoro oculto del Área Cero es una expansión de contenido descargable de dos partes para los videojuegos de rol Pokémon Escarlata y Pokémon Púrpura de 2022 para la Nintendo Switch desarrollado por Game Freak y publicado por The Pokémon Company y Nintendo para la Nintendo Switch.
La primera parte, La máscara turquesa, se lanzó el 13 de septiembre de 2023, mientras que la segunda parte, El disco índigo, se lanzó el 14 de diciembre de 2023. Un epílogo, Mochisteria, se lanzó el 11 de enero de 2024.
La historia de la expansión introdujo Pokémon nuevos que no aparecen en los juegos base, incluidos los nuevos Pokémon legendarios Ogerpon, Fezandipiti, Munkidori, Okidogi y Terapagos, quienes actúan como los Pokémon legendarios principales de La máscara turquesa y de El disco índigo, más un nuevo Pokémon singular, Pecharunt, quien es el protagonista del epílogo.

## Historia

### Primera parte: La máscara turquesa
El jugador recibe una invitación para participar en una excursión estudiantil a la tierra de Noroteo. Junto a Brie, una profesora guía de la escuela hermana llamada Academia Arándano, el jugador viaja a Noroteo y conoce a Corin y a su hermano menor Cass, dos estudiantes de la Academia Arándano originarios de Noroteo. El jugador hace pareja con Cass y se les encomienda la tarea de visitar tres carteles que cuentan la historia de "los compatrones". Hace muchos años, Ogerpon, el Pokémon con aspecto de ogro y que portaba la máscara turquesa, atacó Noroteo, pero tres Pokémon llamados Okidogi, Munkidori y Fezandipiti se sacrificaron para derrotarlo. Nunca más se volvió a ver a Ogerpon, y los aldeanos enterraron a los tres Pokémon en un altar, los llamaron "los compatrones" y, desde entonces, celebran un festival anual para celebrarlos. Durante el festival, Corin y el jugador se encuentran brevemente con Ogerpon, quien deja caer la máscara turquesa antes de huir. Corin convence al jugador para que no le cuente a Cass lo que sucedió, ya que él idolatra a Ogerpon y ella teme lastimar sus sentimientos si se entera de que perdió la oportunidad de conocerla.
A la mañana siguiente, el abuelo de Corin revela que Ogerpon era un Pokémon amable que, junto con su entrenador original, sufrieron el rechazo de los aldeanos debido a su apariencia, pero su antepasado, el fabricante de máscaras de la aldea, se apiadó de ellos y les regaló cuatro máscaras: la máscara turquesa, la máscara horno, la máscara fuente y la máscara cimiento, que usaron para mezclarse entre los aldeanos. Sin embargo, los compatrones atacaron al entrenador de Ogerpon y se robaron tres de las máscaras. Ogerpon mató a los tres Pokémon, pero antes de que pudiera recuperar las máscaras, los aldeanos la ahuyentaron por temor a que los estuviera atacando. Pensaron erróneamente que los compatrones habían muerto al defenderse de ella y los declararon equivocadamente como héroes. Corin decide hacer las paces con Ogerpon reparando la máscara turquesa, sin sabee que Cass escuchó toda la conversación. Al día siguiente, Cass se roba la máscara turquesa y, furioso, confronta al jugador en el altar por haberle mentido. Tras perder en el santuario, devuelve la máscara. De repente, los compatrones reviven y se dirigen al centro cultural de Noroteo.
El jugador y Corin siguen a los compatrones hasta allí, pero descubren que los aldeanos, sin saberlo, les dieron las máscaras junto con un mochi, el que se sobreentiende que está impregnado con una especia oculta, ya que finalmente hace que los compatrones crezcan hasta alcanzar el tamaño de un Pokémon dominante. Luego, descubren que los compatrones fueron tras Ogerpon con la intención de ajustar cuentas con ella. Al darse cuenta de que Ogerpon está completamente indefensa contra los compatrones sin sus máscaras, Corin se dirige a reparar la máscara turquesa, mientras que el jugador va tras los compatrones y logra ahuyentarlos tras derrotar a Munkidori. El jugador y Corin finalmente deciden ayudar a Ogerpon a recuperar sus máscaras y, en el proceso, el jugador crea un vínculo con Ogerpon. Mientras el jugador y Corin persiguen a los compatrones, que ahora son del tamaño de un Pokémon dominante, y los derrotan para recuperar las máscaras, Cass les cuenta a los aldeanos la verdadera historia, gracias a lo cual estos se disculpan con Ogerpon. Tras acompañarla de vuelta a su cueva, Ogerpon revela que quiere quedarse con el jugador, pero Cass exige luchar contra el jugador por ella. Tras derrotarlo, el jugador lucha y captura a Ogerpon, lo que lleva a un angustiado Cass a huir de casa y encerrarse en su habitación. Al día siguiente, Brie anuncia que ella, Corin y Cass deben regresar a la Academia Arándano debido a un acontecimiento relacionado con el Área Cero, por lo que el jugador y Corin se despiden.
Mientras tanto, Cass, ahora consumido por el odio, jura hacerse más fuerte y hacer que el jugador pague por traicionarlo.

### Segunda parte: El disco índigo
Un mes después de los eventos de La máscara turquesa, el director Clavel llama al jugador para informarle que lo eligieron para un programa de intercambio de estudiantes en el extranjero. Van a la Academia Arándano en la región de Unova, donde conocen al director Mirtilo y a la estudiante Aroa. Se dirigen al Biodomo, donde asisten a una clase en una de las áreas. El jugador luego recibe una llamada de Corin y los dos se encuentran en la Plaza Cúbica. Mientras se ponen al día, notan a Cass, quien ha cambiado su apariencia y le está gritando a otro estudiante. Corin revela que desde que se conocieron, Cass se ha exigido a sí mismo y a los demás a ser lo más fuerte posible y se ha empeñado en vengarse del jugador por los eventos ocurridos en Noroteo. Más tarde, el jugador conoce a otro estudiante llamado Levi, quien los invita a almorzar. Allí, revela que él y los estudiantes Nerina, Denis y Aroa, que se encuentran entre los estudiantes más fuertes de la escuela, son parte de la Liga Arándano y que desea que el jugador derrote a su campeón Cass. Tras derrotarlos a los cuatro, el jugador lucha y derrota a Cass, lo que le provoca una crisis nerviosa mientras el jugador se convierte en el nuevo Campeón. Sin embargo, el jugador es un estudiante de intercambio y probablemente se marchará pronto, lo que significa que no podrá ser campeón por mucho tiempo. Justo entonces, la profesora Brie llama al jugador, a Levi, a Corin y a Cass a una habitación, donde les informa que ha descubierto la ubicación de Terapagos, creyendo que está debajo del Área Cero y los invita a ayudarla a encontrarlo. Levi decide quedarse mientras todos los demás deciden ir al Área Cero, con Cass esperando atrapar a Terapagos.
Al llegar al Área Cero, los cuatro llegan a un gran árbol cristalizado y encuentran una pequeña gema amarilla que la profesora Brie identifica como Terapagos. Cass desahoga su frustración, lamentándose de no haber vencido al jugador y de que su problema con ellos no se debe solo a su fuerza, sino también a su costumbre de hacer amigos dondequiera que vayan, incluyendo a Corin y a Ogerpon. Cuando finalmente despierta a Terapagos y lo atrapa con una Master Ball, la profesora Brie le pide a Cass que luche contra el jugador con Terapagos. Decidido a vengarse, Cass acepta, pero el jugador lo derrota. La profesora Brie se da cuenta de que debe teracristalizar a Terapagos para liberar todo su poder. Sin embargo, esto hace que Terapagos pierda el control, rompa su Master Ball y ponga en peligro al grupo. El jugador y Corin luchan contra él, pero esta cae derrotada. Consternado por todas sus acciones, Cass finalmente ayuda al jugador a luchar contra Terapagos, antes de que este lo atrape. Los cuatro regresan a la Academia Arándano y la profesora Brie se disculpa por ponerlos a todos en peligro. Cass también se disculpa por sus acciones.
Tras los créditos finales, el jugador puede llevar a Terapagos al Lago Cristalino en Noroteo, donde usa sus poderes para traer a la profesora Albora o al profesor Turo desde otro tiempo. Ambos conversan y revelan sus sueños y lo que sienten por Damián. El profesor entrega el Libro Escarlata o el Libro Púrpura, según el juego, a cambio de una copia del libro de la expedición a la Caverna Abisal Cero que Brie le entregó al jugador. Luego, regresa a su tiempo, lo que implícitamente conduce a los eventos de los juegos.

### Epílogo: Mochisteria
El jugador regresa a Noroteo con sus amigos Damián, Noa y Mencía tras recibir una carta de Cass. El grupo llega y descubre que Corin se comporta de forma extraña. Deciden esperar hasta el día siguiente para encontrar la causa de su aflicción, pero Mencía desaparece esa misma noche. El jugador y Cass encuentran a Mencía y la persiguen hasta el Centro Cultural de Noroteo, donde descubren que los habitantes del pueblo, incluidos los abuelos de Cass, sufren de lo mismo que Corin tras comer un mochi extraño. Damián y Noa les piden que regresen al pueblo y el grupo se encuentra con Pecharunt, un Pokémon singular que fue quien planeó el asalto de los xompatrones a la cueva de Ogerpon hace mucho tiempo para tranquilizar a una pareja de ancianos que lo acogió. Pecharunt lanza mochis a la boca de Damián y de Noa y ambos caen bajo su control, mientras que el jugador y Cass se salvan por poco. Pecharunt hace que ambos ataquen al jugador y a Cass, pero huye luego de que derrotan a Noa y a Damián. Tras perseguirlo, el jugador finalmente derrota a Mencía, controlada por Pecharunt, durante un enfrentamiento final en el Parque de los compatrones. Pecharunt ataca, pero el jugador lo derrota y lo captura, lo que libera a los habitantes del pueblo y a sus amigos de su control. Unos días después, Corin y Cass parten hacia la Academia Arándano, mientras que el jugador y sus amigos regresan a Paldea.

## Desarrollo
El tesoro oculto del Área Cero se anunció durante el Pokémon Presents del 27 de febrero de 2023. En conjunto, ambas partes del DLC introducen más de 230 Pokémon antiguos que no aparecen en el juego base (incluidos los Pokémon iniciales de todas las generaciones anteriores) junto con nuevos Pokémon. La máscara turquesa introduce a Dipplin, una nueva evolución de Applin; la línea Poltchageist, ecológicamente parecida a la línea Sinistea; y los Pokémon legendarios Okidogi, Munkidori, Fezandipiti y Ogerpon. El disco índigo presenta a Hydrapple, la evolución de Dipplin; Archaludon, la evolución de Duraludon; cuatro nuevos Pokémon paradoja, Flamariete y Electrofuria para Escarlata y Ferrotesta y Ferromole para Púrpura (los que se parecen a Entei, Raikou, Cobalion y Terrakion, respectivamente); y el Pokémon legendario Terapagos. El epílogo presenta al Pokémon singular Pecharunt.
La historia de La máscara turquesa está basada en la leyenda de Momotarō y, en ella, el jugador se embarca en un viaje escolar organizado por la escuela hermana de la Academia Naranja/Uva, la Academia Arándano, a la tierra de Noroteo y que también coincidiría con un festival en el pueblo. Durante el viaje, descubre la verdad detrás de una leyenda local. En El disco índigo, el jugador estudia en la Academia Arándano como estudiante de intercambio y, finalmente, vuelve a viajar al Área Cero, donde anteriormente frustraron los planes de la IA corrupta de la profesora Albora o del profesor Turo. En Mochisteria, el que sirve para concluir el DLC (y Escarlata y Púrpura en general), los amigos de Paldea del jugador se unen a ellos en un viaje a Noroteo, donde las cosas toman un giro inesperado. El epílogo se puede desbloquear lueego de adquirir una Baya Meloc singular a través de Regalo Misterioso y de completar ambas partes del DLC y completar La Gran Pugna Académica en los juegos base al menos una vez. Luego, el jugador debe inspeccionar un adorno parecido a una Baya Meloc, el que, en realidad, es Pecharunt inactivo) en la tienda de Villa Versui luego de completar estos pasos para comenzar el epílogo.

## Recepción

### La máscara turquesa
La máscara turquesa recibió una puntuación de 65/100 en Metacritic, lo que indica reseñas mixtas o promedio. En general, los críticos opinaron que, si bien La máscara turquesa mejoró las fortalezas del juego principal, también exacerbó sus debilidades: Rebekah Valentine de IGN fue directo al grano sobre la volatilidad del juego: "...la fealdad general y los problemas de rendimiento le restaron valor a algunos lugares cuyo arte conceptual problablemente era bastante hermoso, pero su ejecución no lo fue..." Además, según Kenneth Shepard de Kotaku, La máscara turquesa encarna lo mejor y lo peor del juego original, y agrega: "La historia es donde La máscara turquesa brilla a pesar de los problemas técnicos, por lo que quizás, apropiadamente, este DLC encarna lo mejor y lo peor de Escarlata y Púrpura".
Más allá de los problemas de rendimiento (como la tasa de fotogramas y los gráficos), La máscara turquesa logró una buena recepción en general gracias a su historia y a su música. Sin embargo, un aspecto que no estaba presente en el juego base es que La máscara turquesa carece de la libertad de explorar la región debido a que se centra en una única historia, lo que lo hace sentir lineal. En particular, Ryan Woodrow de Sports Illustrated comentó: «Hay muchas cuevas y rincones pequeños en la comarca de Noroteo, pero no son tan gratificantes como los que se pueden encontrar en el juego principal». A pesar de esto, Charles Pulliam-Moore de The Verge afirma: «...uno de los aspectos más inesperadamente agradables de La máscara turquesa es la fuerza con la que establece a Noroteo como un espacio propio y diferente dentro del mundo general». Además, Giovanni Colantonio de Digital Trends comentó: «[la] historia principal redobla la apuesta por las virtudes narrativas de Escarlata y Púrpura al contar una historia entrañable y hecha a medida para los jugadores jóvenes».

### El disco índigo
El disco índigo recibió una puntuación de 70/100 en Metacritic, lo que indica una recepción mixta o promedio. Los críticos elogiaron la jugabilidad y las funciones añadidas, la música y los easter eggs de Pokémon negro y blanco y Pokémon negro 2 y blanco 2. Sin embargo, por primera vez, los críticos se mostraron decepcionados con la historia y su final, así como con el final secreto y el epílogo Mochisteria, debido al ritmo de la historia, la conclusión apresurada y la falta de continuidad de la historia del juego base. Los críticos también enfatizaron en la persistencia de los problemas de rendimiento y de la tasa de fotogramas, los que eran tan graves como los de La máscara turquesa. Por ejemplo, Rebekah Valentine de IGN señaló: "También fue extraño que 'El tesoro oculto del Área Cero', que le da el nombre al DLC, apareciera al final de la campaña de El disco índigo, como si alguien se hubiera dado cuenta a último minuto del nombre y se hubiera apresurado a hacerlo funcionar". Además, Kenneth Shepard de Kotaku declaró: "Tal vez esté bien que los fanáticos puedan seguir teorizando sobre algunos de los pilares de la historia de Escarlata y Púrpura, pero me hubiera gustado ver un final tan genial como el de el juego principal".
Además de las críticas constantes a la tasa de fotogramas y a los gráficos, El disco índigo introdujo varias novedades que mejoraron la jugabilidad del DLC a la larga según los críticos. En cuanto a la jugabilidad, Ryan Woodrow de Sports Illustrated comenta: «[El entorno] es muy divertido de explorar mientras buscas los Pokémon que regresaron y contiene más giros inesperados de los que te imaginas al principio, sobre todo al adentrarte en las cuevas». Además, Austin King de Screen Rant comenta sobre la opinión generalizada de que la jugabilidad es más difícil, pero también motivante para el jugador, ya que «los combates siguen sin ser desafiantes si los comparamos con los de muchos RPG contemporáneos, pero, para los estándares de la franquicia, sí se sienten más difíciles». En cuanto a la música, Alana Hagues de Nintendo Life afirma: «Y las nuevas canciones que aparecen aquí van desde extremadamente tarareables hasta absolutos temazos. Durante mucho tiempo, la música ha sido el punto fuerte de la franquicia, pero las pistas también aportan en convertir el Biodomo en uno de los mejores lugares para explorar en todo Escarlata & Púrpura». 